# Жіночий епос

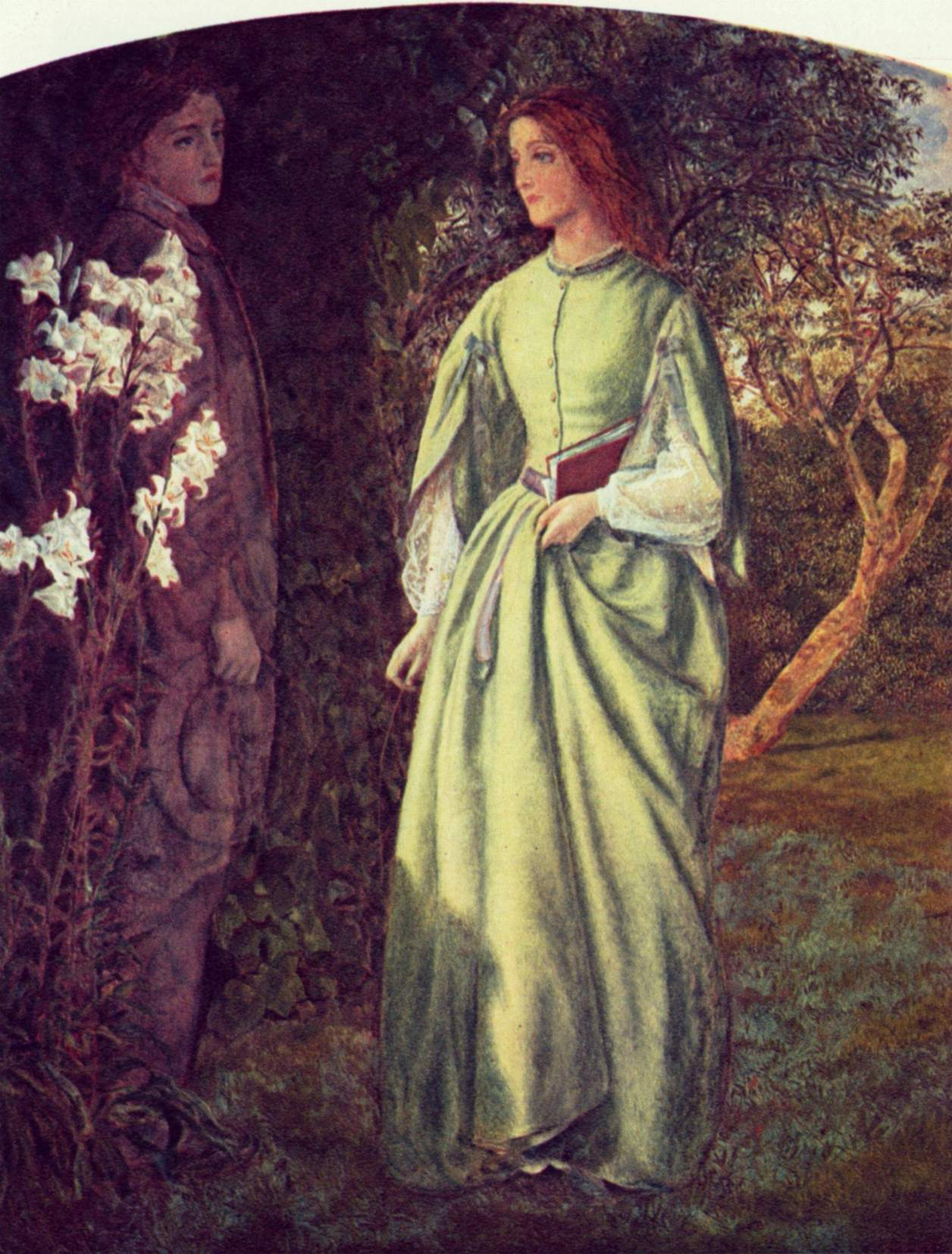
Aurora Leigh's Dismissal of Romney ("The Tryst"), біля 1860, картина Артура Г'юза за мотивами епічного роману Елізабет Баррет Браунінг «»

Жіночий епос (англ. female epic) — це концепт на стику класичної та феміністської літературної критики, покликаний розширити загальні рамки розуміння того, як жінки-авторки адаптувалися до маскулінної епічної традиції, щоб виразити власні переживання героїки.
Історично, епічна література зосереджувалась виключно в руках чоловіків, до того ступеня, що «епос і маскулінність перетворилися маже що на синоніми.» Від Гомера до «Втраченого раю» Мільтона, епічний канон визначався роботами авторів-чоловіків, через що маскулінність просякує як характеристики героїв, так і саму суть епосу.
Попри це, феміністська літературна критика виявила чисельні тексти жінок, котрі, за твердженнями фем-літкритикинь, заслуговують називатись епічними, оскільки задовольняють багатьом критеріям епосу: акцент на героїзмі, націогенезі, релігійних авторитетах, сильний мотив випробування, значна довжина творів. Будучи створені після «Втраченого раю» — визнаного загалом останнім автентичним епосом західної традиції, – вони є «епосом модерну» («modern epics»). Феміністська критика наголошує, що це зовсім не протиріччя, адже епос є живим літературним жанром, до котрого жінки зробили цінний внесок.
Зародження досліджень жіночих епосів спостерігається в роботі Бернарда Швейцера (Approaches to the Anglo and American Female Epic, 1621—1982 (2006)), котре потягло за собою, серед інших, аналіз:
- роману Леді Мері Рот[en] «Графиня Монтгомері Уранія» (1621) — першого в історії літератури Англії прозового роману, написаного жінкою (1621); присвяченочо на той час табуйованій темі нещасливого шлюбу з негідними чоловіками та зв'язку із зрадливими коханцями серед аристократів. Через викривальний фемінний погляд на шлюб та публічні скарги від Сера Роберта Денні, роман не було опубліковано, проте він породив гендерну поетичну полеміку за участю відомої письменниці XVII ст. Маргарет Кавендіш;[5]
- поеми Мері Тіг[en] Психея, чи Легенда про любов (1805): цей класичний для англійської літератури твір вплинув на англійську ліричну поезію, зробивши її такою, якою ми її знаємо. Тіг додала до міфу про Амура і Психею кілька деталей, зокрема, два джерела у саду Афродіти, з гіркою і солодкою водою. Виконуючи наказ матері, Амур приносить потрохи з кожного до сплячої Психеї, але наносить їй на губи лиш гірку воду. Богиня вимагає від Психеї всього одне випробування, принести заборонену воду, але виконуючи його, та потрапляє в країну на кшталт спенсерівської Королеви фей, де з допомогою таємничого лицаря і його сквайра Констанса рятується з пасток, влаштованих Самолюством, Лестощами, Амбіціями, Довірливістю, Випробуванням, Мінливістю і Ревнощами.
- роман білим віршем «Аврора Лі[en]» Елізабет Баррет Браунінг.
- поетична сага Шерон Дубіаго «Hard Country» (1982), еротизований, особистісний епос про подорож Америкою, головна відповідь чоловічій епічній свідомості американської поезії 18-го століття (зокрема, вітменівській). Поетична подорож жінки історією країни, світу, жіночої історії і самої себе, випукла тілесність континенту, виклик реакційній моралі сучасників.[6]
- Книга британської журналістки і суфражистки Ребекки Вест[en] (1892—1983) «Чорне ягня та сірий сокіл[en]» (1941), двотомний тревел-бук з історії Балкан за мотивами подорожі Югославією.

## Додатково
- Tillyard, E. M. W. (1958). The Epic Strain in the English Novel. Chatto & Windus.
- Johns-Putra, Adeline (2001). Heroes and Housewives. Frankfurt Am Main: P. Lang. ISBN 0-8204-5076-6.